# Violons Barbares

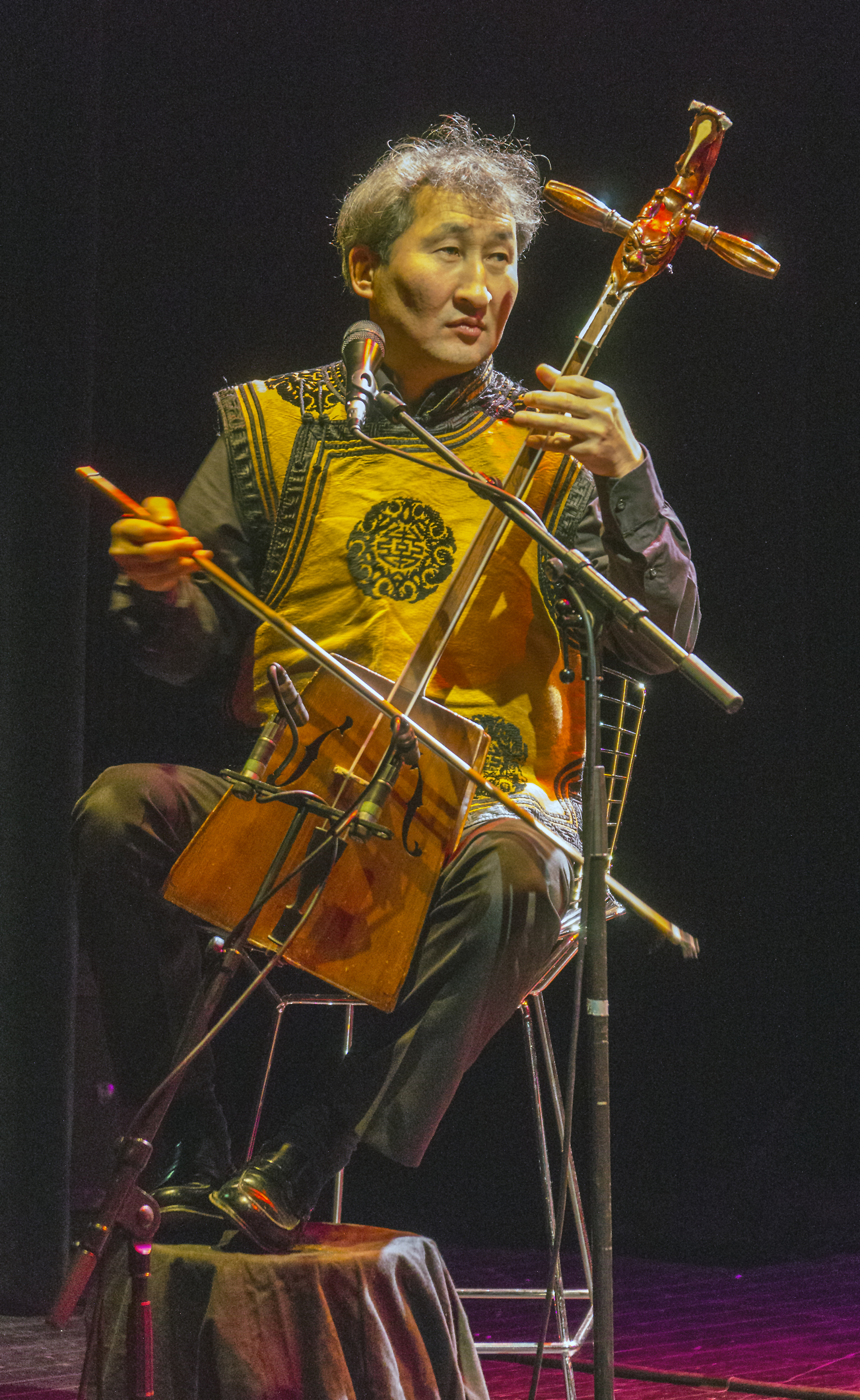
Enkhjargal Dandarvaanchig mit Violons Barbares 2016 im Centre culturel Neumünster

Violons Barbares ist eine französische Musikgruppe, deren Musik der Weltmusik zuzuordnen ist und dabei hauptsächlich bulgarische und mongolische Einflüsse vereint. Hierfür bedienen sich die Violons Barbares einer mongolischen Pferdekopfgeige und einer bulgarischen Gadulka, sowie den unterschiedlichsten Perkussionsinstrumenten und neben konventionellem Gesang auch mongolischem Obertongesang.
Die Gruppe trat bereits weltweit auf diversen Weltmusik- und Jazzfestivals auf, sowie 2019 auch auf dem Wacken Open Air.

## Mitglieder
- Enkhjargal Dandarvaanchig - Epi (Mongolei): Pferdekopfgeige, Gesang, Obertongesang[2]
- Dimitar Gougov (Bulgarien): Gadulka, Gesang
- Fabien Guyot (Frankreich): Perkussion, Gesang

## Diskografie
- 2010: Violons Barbares
- 2014: Saulem ai
- 2018: Wolf’s Cry
- 2023: Monsters and Fantastic Creatures